# Lac Senneville
Lac Senneville är en sjö i Kanada.   Den ligger i regionen Abitibi-Témiscamingue och provinsen Québec, i den sydöstra delen av landet, 300 km norr om huvudstaden Ottawa. Lac Senneville ligger 291 meter över havet. Arean är 37 kvadratkilometer. Den sträcker sig 15,7 kilometer i nord-sydlig riktning, och 14,4 kilometer i öst-västlig riktning.
I omgivningarna runt Lac Senneville växer i huvudsak blandskog. Runt Lac Senneville är det glesbefolkat, med 13 invånare per kvadratkilometer.